# Siphona
Siphona is een geslacht van vliegen uit de familie van de sluipvliegen (Tachinidae). De wetenschappelijke naam werd gepubliceerd in 1803 door Johann Wilhelm Meigen.

## Soorten
Volgens Systema Dipterorum omvat dit geslacht 147 geaccepteerde soorten.
- S. abbreviata
- S. adbominalis
- S. akidnomyia
- S. albocincta
- S. alticola
- S. amoena
- S. amplicornis Mesnil, 1959
- S. angusta Mesnil, 1959
- S. antennalis
- S. antennata
- S. arizonica (Townsend, 1919)
- S. atoma (Reinhard, 1947)
- S. atricapilla Mesnil, 1959
- S. bevisi
- S. bilineata
- S. boreata Mesnil, 1960
- S. brasiliensis
- S. brevirostris Coquillett, 1897
- S. brunnea
- S. brunnescens
- S. capensis
- S. ceres
- S. clausta
- S. collini Mesnil, 1960
- S. conata (Reinhard, 1959)
- S. confusa Mesnil, 1961
- S. consimilis
- S. cothurnata
- S. crassulata
- S. creberrima
- S. cristata (Fabricius, 1805)
- S. cuthbertsoni
- S. chaetosa
- S. diluta
- S. efflatouni
- S. flavifrons Stæger, 1849
- S. flavipes
- S. floridenis O'Hara, 1982
- S. floridensis
- S. foliacea
- S. fuliginea
- S. fuscicornis
- S. futilis
- S. gedeana
- S. geniculata (De Geer, 1776)
- S. gracilis
- S. grandistylum Pandelle, 1894
- S. griseola
- S. hokkaidensis Mesnil, 1957
- S. humeralis
- S. hungarica Andersen, 1984
- S. hurdi (Reinhard, 1959)
- S. illinoiensis Townsend, 1891
- S. immaculata Andersen, 1996
- S. impropria
- S. ingerae Andersen, 1982
- S. intrudens (Curran, 1932)
- S. janssensi
- S. japonica
- S. jocosa
- S. juniperi
- S. kairiensis
- S. kuscheli
- S. lacrymans
- S. laticornis
- S. lichtwardtiana
- S. lindneri Mesnil, 1959
- S. livoricolor
- S. longissima
- S. ludicra
- S. lurida Reinhard, 1943
- S. lutea (Townsend, 1919)
- S. macronyx O'Hara, 1982
- S. maculata Staeger, 1849
- S. maculipennis
- S. maderensis Smit & Zeegers, 2002
- S. malaisei
- S. martini
- S. medialis O'Hara, 1982
- S. melania
- S. melanocera
- S. melanura Mesnil, 1959
- S. mesnili
- S. multifaria O'Hara, 1982
- S. munroi
- S. murina
- S. ngricans
- S. nigra
- S. nigricans (Villeneuve, 1930)
- S. nigroseta
- S. nobilis
- S. obesa
- S. obscuripennis
- S. oligomyia O'Hara, 1982
- S. pacifica O'Hara, 1982
- S. paludosa Mesnil, 1960
- S. pallida
- S. patellaipalpis
- S. pauciseta Rondani, 1865
- S. pellex
- S. phantasma
- S. picturata
- S. pigra
- S. pilistyla Andersen, 1996
- S. pisinnia O'Hara, 1982
- S. plorans
- S. plusiae Coquillett, 1895
- S. podacina
- S. pseudomaculata
- S. pulla
- S. pusilla
- S. quadrinotata
- S. reducta
- S. rizaba
- S. rossica Mesnil, 1961
- S. rubrapex
- S. rubrica
- S. samarensis
- S. scutellata
- S. selecta
- S. setigera
- S. setinerva
- S. setosa Mesnil, 1960
- S. seyrigi Mesnil, 1960
- S. simulans
- S. singularis
- S. siphonoides
- S. sola Mesnil, 1959
- S. sonorensis
- S. spinulosa
- S. starkei
- S. subarctica Andersen, 1996
- S. sulfurea
- S. sylvatica
- S. tenuipalpis
- S. terrosa
- S. testacea
- S. trichaeta
- S. tristella
- S. tristis
- S. tropica
- S. unispina
- S. variata Andersen, 1982
- S. verneri
- S. verralli
- S. vittata
- S. vixen
- S. wittei
- S. xanthogaster